# Abditomys latidens
Abditomys latidens — вид мишоподібних гризунів родини мишеві (Muridae). Вид є ендеміком Філіппін, де мешкає у тропічних лісах на острові Лузон. Тіло завдовжки до 23 см, хвіст — до 27 см, максимальна зареєстрована вага — 269 г.